# Ambon (ö)

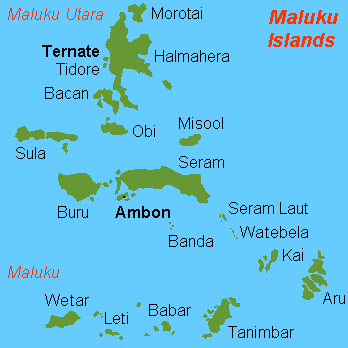
översiktskarta

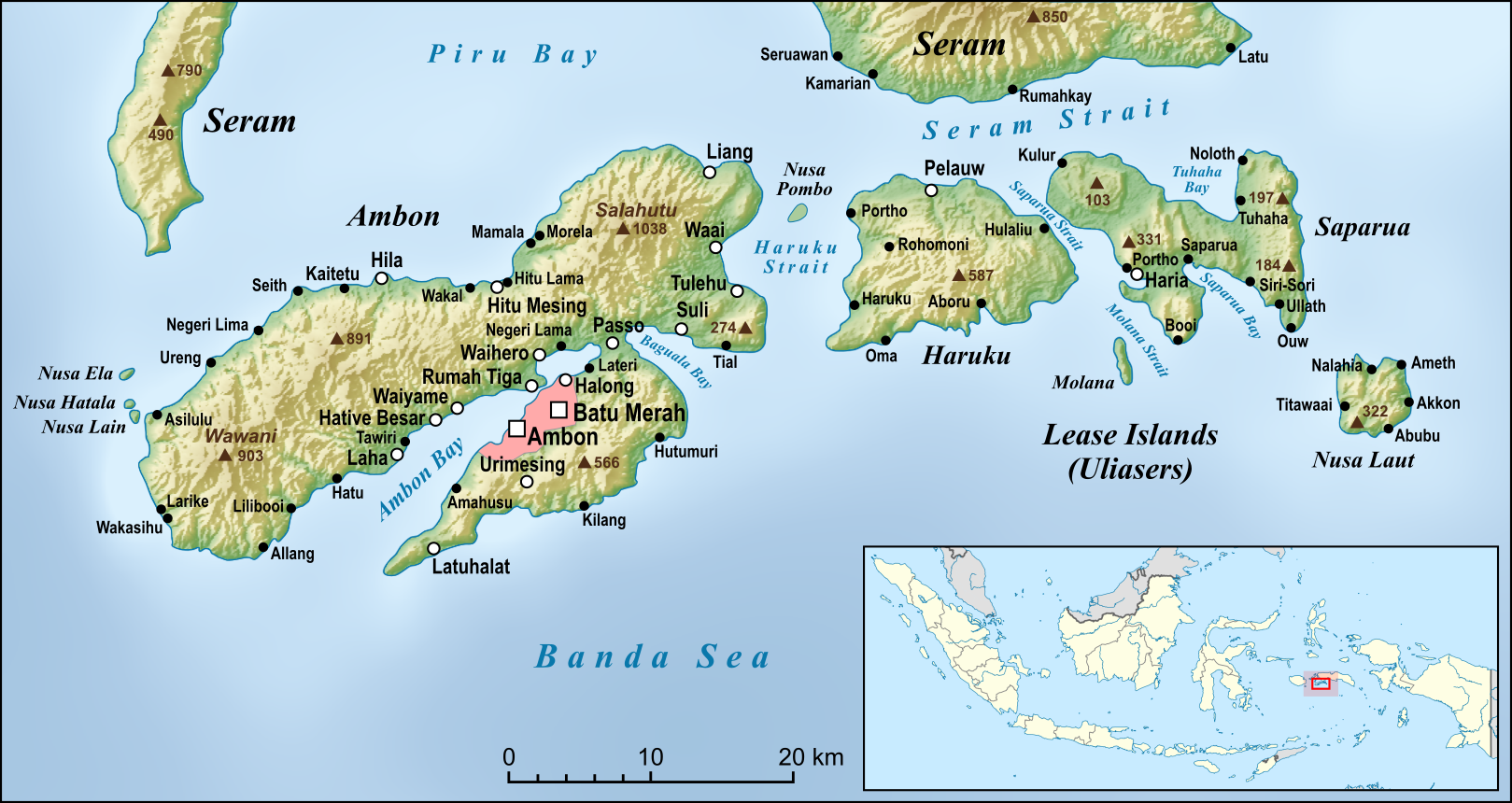
Ambon

Ambon (indonesiska Amboina eller Pulau Ambon) är huvudön i Malukuprovinsen i Indonesien i västra Stilla havet.

## Geografi
Ambonön är en del i Moluckerna och ligger cirka 2 000 km nordöst om Jakarta.
Ön är av vulkaniskt ursprung och har en area om cirka 775 km² och är cirka 51 km lång. Ön delas genom ett näs i den sydöstra delen Leitimor och den norra delen Hitoe. Stora delar av ön täcks av tropisk regnskog. Huvudsakligen odlas det bland annat maniok, sago, ris, kakao och kaffe. De tidigare mest betydande kryddorna muskot och kryddnejlika odlas numera endast i mindre kvantiteter.
Ambon har cirka 441 000 invånare (2010) och högsta höjden är Salahutu på cirka 1 225 m ö.h. Huvudorten heter också Ambon (330 335 invånare, 2010) och ligger på öns mellersta del vid Amboyna-viken.
På ön ligger flygplatsen Ambon Pattimura Airport som är till för lokalflyg.

## Historia
Ambon beboddes troligen av melanesier redan cirka 1500 f.Kr. Portugiser landsteg som de första européerna 1526 och gjorde ön till centrum för de då så kallade Kryddöarna.
År 1609 övertogs området av holländare och 1610 blev den huvudort i Vereenigde Oostindische Compagnie (Holländska Ostindiska Kompaniet). Kring 1615 etablerade även britterna en handelsbas på ön genom British East India Company (Brittiska Ostindiska Kompaniet) vilket inledde ett mindre handelskrig som kulminerade i den så kallade Amboinamassakern 1623 då 20 anställda mördades av holländska anställda och den brittiska handelsposten förstördes.
År 1796 erövrades ön åter av britterna men de återlämnade området 1802 efter freden i Amiens. Efter en ny erövring 1810 återlämnades området ånyo till holländarna 1814. Ambon blev sedermera huvudort i hela Moluckerna och befästes mer och mer.
De stora flottbasen på Ambon intogs 1942 av Japan under andra världskriget.
Efter Indonesiens självständighet 1949 växte missnöjet över centralstyret, vilket den 25 april 1950 ledde till ett ensidigt utropande av Republik Maluku Selatan (Republiken Sydmoluckerna). Detta försök till självstyre slogs ned av indonesiska trupper på några veckor.
Ambon har länge varit en bas för kristna missionärer till området och en stor del av befolkningen konverterade till kristendom trots att den dominerande tron är islam.
I början av 1999 utbröt oroligheter mellan kristna och muslimer som eskalerade i våldsamma upplopp med stor materiell förstörelse. Oroligheterna varade ända fram till 2004.